# کافرون
کافرون (عربی: الكَافِرُونَ‎) صد و نهمین سوره از سوره‌های قرآن است. این سوره در مصحف عثمانی قبل از سوره نصر و بعد از سوره کوثر قرار گرفته‌است و جایگاهش در ترتیب نزول بر اساس نظر محمدهادی معرفت، قرآن شناس شیعه، سورهٔ هجدهم، پس از سوره ماعون و پیش از سوره فیل است. این سوره ۶ آیه دارد و در جزء سی‌ام از قرآن قرار گرفته‌است. غالباً این سوره را مکی می‌دانند، اما ضحاک بن مزاحم و قتاده از مفسران اهل سنت، آن را مدنی دانسته‌اند. سوره کافرون در کنار ناس، فلق و اخلاص یکی از سوره‌های چهار قل که با خطاب «بگو» آغاز شده است.
نام‌گذاری سوره به کافرون به جهت رد درخواست بت‌پرستان قبیله قریش مبنی بر اشتراک در عبادت بت‌ها و الله گزارش شده‌است. به اساس این گزارش، بت‌پرستان پیشنهادی مبنی بر انجام عبادت مطابق با دین بت‌پرستان از جانب مسلمانان و در مقابل، عبادت مطابق با دین اسلام توسط بت‌پرستان در سال بعد را مطرح کردند. طبری، مفسر اهل سنت، معتقد است که بت پرستان قبل از بیان درخواستشان، به محمد، پیامبر اسلام، وعده اعطاء مال (به نحوی که ثروتمندترین مرد مکه شود)، ازدواج با هر زنی که وی بخواهد و پیروی از او را دادند. از آن جا که مخاطبان این سوره گروهی از قبیله قریش بودند، معنای «کافرون» در آغاز سوره، شامل همه بت‌پرستان نمی‌شود و فقط دربردارنده گروهی خاص از میان قریشیان می‌باشد.
در سوره کافرون، دو نوع تکرار وجود دارد؛ تکرار لفظی و تکرار معنوی. غالب مفسران معتقدند که تکرار در این آیات به جهت تأکید و ناامید کردن کامل مشرکان و نفی آیین آن‌ها است، اما نظرات دیگری نظیر تعدد و اختلاف زمان وجود دارد. در تفسیر آخرین آیه، «لَکُمْ دِینُکُمْ وَلِیَ دِینِ»، اختلافات زیادی وجود دارد. سید محمدحسین طباطبائی، مفسر شیعه، آن را تأکید معنوی آیات قبل می‌داند، مرتضی مطهری، مفسر شیعه نیز آن را به عدم همزیستی اسلام با مشرکین (غیر اهل کتاب) تفسیر کرده‌است. فخر رازی، مفسر اهل سنت، نظریه حصر در معنای این آیه را مطرح کرده است. گروهی از مفسرین، قبل از کلمه «دین»، کلمه «جزاء» را محذوف دانسته‌اند؛ با این وجود گروهی چون شیخ طوسی، مفسر شیعه، قائل به حذف نشدند و خود کلمه «دین» را در این آیه به معنای «پاداش و جزا» گرفته‌اند که در این صورت ترجمه آیه چنین می‌شود: «جزای عمل و پرستش شما برای خودتان است و جزای عمل و پرستش من هم برای خودم».
در فضیلت این سوره روایات متعددی از شیعه و سنی نقل می‌شود که ثواب قرائت سوره کافرون برابر با قرائت یک چهارم قرآن است. فخر رازی معتقد است که این سوره در بیان یکی از چهار مقصد قرآن یعنی ترک کفر و بت‌پرستی است و به همین دلیل ثواب آن برابر یک چهارم قرآن است.

## نام‌ها
شهرت اصلی این سوره به «کافرون» است؛ زیرا خدا در این سوره کافران و بت‌پرستان را به وسیله محمد، پیامبر اسلام، مورد خطاب قرار داده‌است. نام‌های دیگر این سوره عبارتند از:
- جحد: جحد در لغت به معنای انکار و از آن‌جا که حقیقت کفر، انکار است و کافران، منکرِ دین خدا بوده‌اند، به آن سوره جحد (به صیغه جمع: جحود) گفته شده‌است.[۲][۳][۴][۵]
- عبادت: از آن جا که این لفظ و مشتقاتش (أَعْبُدُ، تَعْبُدُونَ، عَابِدُونَ، عَابِدٌ، عَبَدتُّمْ) هشت مرتبه در این سوره استعمال شده، به آن سوره عبادت نیز گفته شده‌است.[۶]
- مُقَشْقِشَه: این کلمه، اسم فاعل از ماده «قشقشه» به معنی پاک‌کننده و دور نگهدارنده از شرک است و چون این سوره به واسطه رد درخواست کافران در مقام شرک‌زدایی از انسان‌ها است به این لفظ نامیده شده‌است. این نام در سوره‌های توبه، توحید، فلق و ناس نیز مشترک است.[۷][۸][۹][۱۰]

## نزول

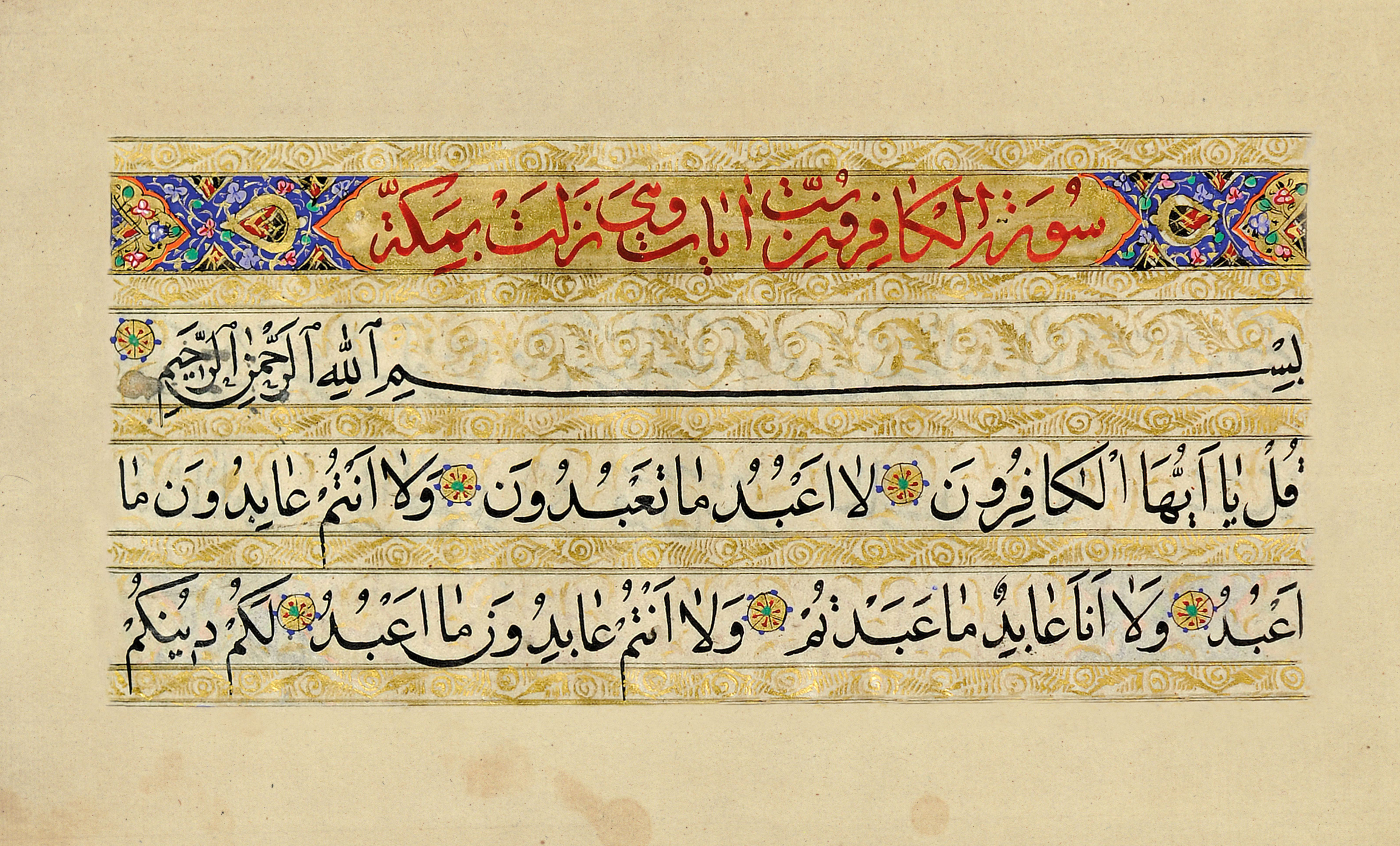
خطاطی سوره کافرون توسط محمد شفیع بن علی عسکر ارسنجانی در عصر قاجار و سال ۱۲۶۵ خورشیدی

غالب مفسران معتقدند سوره کافرون همانند اغلب سوره‌های کوتاه دیگر در مکه نازل شده‌است؛ اما در این میان ضحاک بن مزاحم و قتاده، مفسران اهل سنت، این سوره را مدنی می‌دانند. برخی از مفسران شیعی نظیر مکارم شیرازی و علامه طباطبایی، لحن و سیاق آیات را قرینه‌ای بر مکی بودن سوره گرفته‌اند، زیرا معتقدند این لحن برای زمانی است که مسلمانان در اقلیت بودند و بت‌پرستان اکثریت را تشکیل می‌دادند.
این سوره، نوزدهمین سوره از مصحف ابن‌عباس است که قبل از سوره اخلاص و بعد از سوره فیل واقع شده‌است. اما در مصحف ابن‌مسعود، صد و پنجمین سوره، قبل از سوره مسد و بعد از سوره کوثر است. محل قرارگیری سوره کافرون در مصحف ابی بن کعب دقیق نیست، ابن ندیم آن را صد و دهمین سوره (قبل از سوره نصر و بعد از سوره قدر) و سیوطی آن را صد و چهارمین و آخرین سوره از این مصحف می‌داند. این سوره در مصحف عثمانی قبل از سوره نصر و بعد از سوره کوثر قرار گرفته‌است. محمدهادی معرفت، قرآن پژوه شیعه، این سوره را در ردیف هجدهمِ ترتیب نزول، قبل از سوره فیل و بعد از سوره ماعون، قرار داده‌است.
فیض کاشانی، مفسر شیعه، در تفسیر صافی و ثعلبی، مفسر سنی، در تفسیر ثعلبی، معتقدند شأن نزول این سوره در پاسخ به خواسته گروهی از قبیله قریش نظیر عتبة بن ربیعه، امیة بن خلف، ولید بن مغیره و عاص بن سعد است. زیرا آنان از محمد خواسته بودند که در عبادت با هم مشارکت کنند. بر اساس این پیشنهاد، قریشیان الله را و محمد نیز بت‌های آنان را بپرستند. در پاسخ به این درخواست، سوره کافرون نازل شد. طبری، مفسر اهل سنت، نیز معتقد است که بت‌پرستان قبل از بیان درخواستشان، به محمد وعده اعطاء مال (به نحوی که ثروتمندترین مرد مکه شود)، ازدواج با هر زنی که وی بخواهد و پیروی از او را دادند. این مفسر همچنین پیشنهاد بت‌پرستان در مورد مشارکت در عبادت را به مدت یک سال قید می‌زند. بر این اساس قریشیان الله را یک سال پرستش کنند و سپس یک سال محمد خدایان آنان را بپرستد.

## محتوا و ساختار سوره
سوره کافرون شامل ۷۴ حرف است و از ۲۶ کلمه تشکیل شده‌است. در تعداد آیات این سوره اختلافی وجود ندارد و همه قرآن پژوهان و مفسران در تعداد آیات سوره روی عدد شش متفق هستند. این سوره یکی از نخستین اظهارات قرآن نسبت به مفهوم کافران است. در این سوره، خداوند به محمد دستور می‌دهد که از آیین بت‌پرستی (وثنیت) به صورت علنی برائت بجوید و به بت‌پرستان بگوید که با وجود دعوت آنان از جانب محمد به اسلام، آنان پذیرای این دین نخواهند بود. متن سوره با ترجمه مهدی الهی قمشه‌ای عبارت است از:
| بِسْمِ اللَّهِ الرَّحْمَنِ الرَّحِیمِ      |  | به نام خداوند بخشنده مهربان                              |
| قُلْ یَا أَیُّهَا الْکَافِرُونَ (۱)     |  | (ای رسول ما) بگو که ای کافران مشرک (۱)                   |
| لَا أَعْبُدُ مَا تَعْبُدُونَ (۲)       |  | من آن بتان را که شما (بخدائی) می‌پرستید هرگز نمی‌پرستم (۲) |
| وَلَا أَنْتُمْ عَابِدُونَ مَا أَعْبُدُ (۳) |  | و شما هم آن خدای یکتا را که من می‌پرستم نمی‌پرستید (۳)     |
| وَلَا أَنَا عَابِدٌ مَا عَبَدْتُمْ (۴)   |  | و نه من خدایان باطل شما را عبادت می‌کنم (۴)               |
| وَلَا أَنْتُمْ عَابِدُونَ مَا أَعْبُدُ (۵) |  | و نه شما خدای معبود مرا عبادت خواهید کرد (۵)             |
| لَکُمْ دِینُکُمْ وَلِیَ دِینِ (۶)       |  | پس دین شما برای شما باشد و دین من برای من (۶)            |

ساختار درختی محتوای این سوره نیز چنین است:
|  |  |  |  |  |  |  |  |  |  |  |  |                                                  |                                                  |                                                  |                                                  |                                                  |                                                  |                                                   |                                                   |                                                   |                                                   |                                                          |                                                          |                                                          |                                                          |                                                          |                                                          |  |  |  |  |  |  |  |  | متفاوت بودن عقیده و شریعت پیامبر با آیین کافران                          |                                                                          |                                                                          |                                                                          |                                                                          |                                                                          |  |  |  |  |  |  |                                                               |                                                               |                                                               |                                                               |                                                               |                                                               |  |  |  |  |                                                  |                                                  |                                                  |                                                  |                                                  |                                                  |  |  |  |  |  |  |  |  |  |  |  |  |  |  |  |  |  |  |  |  |  |  |  |  |  |  |  |  |  |  |  |  |  |  |  |  |  |  |  |  |
|  |  |  |  |  |  |  |  |  |  |  |  |                                                  |                                                  |                                                  |                                                  |                                                  |                                                  |                                                   |                                                   |                                                   |                                                   |                                                          |                                                          |                                                          |                                                          |                                                          |                                                          |  |  |  |  |  |  |  |  |                                                                          |                                                                          |                                                                          |                                                                          |                                                                          |                                                                          |  |  |  |  |  |  |                                                               |                                                               |                                                               |                                                               |                                                               |                                                               |  |  |  |  |                                                  |                                                  |                                                  |                                                  |                                                  |                                                  |  |  |  |  |  |  |  |  |  |  |  |  |  |  |  |  |  |  |  |  |  |  |  |  |  |  |  |  |  |  |  |  |  |  |  |  |  |  |  |  |
|  |  |  |  |  |  |  |  |  |  |  |  |                                                  |                                                  |                                                  |                                                  |                                                  |                                                  |                                                   |                                                   |                                                   |                                                   |                                                          |                                                          |                                                          |                                                          |                                                          |                                                          |  |  |  |  |  |  |  |  |                                                                          |                                                                          |                                                                          |                                                                          |                                                                          |                                                                          |  |  |  |  |  |  |                                                               |                                                               |                                                               |                                                               |                                                               |                                                               |  |  |  |  |                                                  |                                                  |                                                  |                                                  |                                                  |                                                  |  |  |  |  |  |  |  |  |  |  |  |  |  |  |  |  |  |  |  |  |  |  |  |  |  |  |  |  |  |  |  |  |  |  |  |  |  |  |  |  |
|  |  |  |  |  |  |  |  |  |  |  |  |                                                  |                                                  |                                                  |                                                  |                                                  |                                                  | مطلب دوم: آیه ۶ تفاوت شریعت پیامبر با آیین کافران‏ | مطلب دوم: آیه ۶ تفاوت شریعت پیامبر با آیین کافران‏ | مطلب دوم: آیه ۶ تفاوت شریعت پیامبر با آیین کافران‏ | مطلب دوم: آیه ۶ تفاوت شریعت پیامبر با آیین کافران‏ | مطلب دوم: آیه ۶ تفاوت شریعت پیامبر با آیین کافران‏        | مطلب دوم: آیه ۶ تفاوت شریعت پیامبر با آیین کافران‏        |                                                          |                                                          |                                                          |                                                          |  |  |  |  |  |  |  |  | مطلب اول: آیه ۲–۵ تفاوت معبود پیامبر و کافران                            | مطلب اول: آیه ۲–۵ تفاوت معبود پیامبر و کافران                            | مطلب اول: آیه ۲–۵ تفاوت معبود پیامبر و کافران                            | مطلب اول: آیه ۲–۵ تفاوت معبود پیامبر و کافران                            | مطلب اول: آیه ۲–۵ تفاوت معبود پیامبر و کافران                            | مطلب اول: آیه ۲–۵ تفاوت معبود پیامبر و کافران                            |  |  |  |  |  |  |                                                               |                                                               |                                                               |                                                               |                                                               |                                                               |  |  |  |  | مقدمه: آیه ۱ مأموریت پیامبر برای برائت از کافران | مقدمه: آیه ۱ مأموریت پیامبر برای برائت از کافران | مقدمه: آیه ۱ مأموریت پیامبر برای برائت از کافران | مقدمه: آیه ۱ مأموریت پیامبر برای برائت از کافران | مقدمه: آیه ۱ مأموریت پیامبر برای برائت از کافران | مقدمه: آیه ۱ مأموریت پیامبر برای برائت از کافران |  |  |  |  |  |  |  |  |  |  |  |  |  |  |  |  |  |  |  |  |  |  |  |  |  |  |  |  |  |  |  |  |  |  |  |  |  |  |  |  |
|  |  |  |  |  |  |  |  |  |  |  |  |                                                  |                                                  |                                                  |                                                  |                                                  |                                                  | مطلب دوم: آیه ۶ تفاوت شریعت پیامبر با آیین کافران‏ | مطلب دوم: آیه ۶ تفاوت شریعت پیامبر با آیین کافران‏ | مطلب دوم: آیه ۶ تفاوت شریعت پیامبر با آیین کافران‏ | مطلب دوم: آیه ۶ تفاوت شریعت پیامبر با آیین کافران‏ | مطلب دوم: آیه ۶ تفاوت شریعت پیامبر با آیین کافران‏        | مطلب دوم: آیه ۶ تفاوت شریعت پیامبر با آیین کافران‏        |                                                          |                                                          |                                                          |                                                          |  |  |  |  |  |  |  |  | مطلب اول: آیه ۲–۵ تفاوت معبود پیامبر و کافران                            | مطلب اول: آیه ۲–۵ تفاوت معبود پیامبر و کافران                            | مطلب اول: آیه ۲–۵ تفاوت معبود پیامبر و کافران                            | مطلب اول: آیه ۲–۵ تفاوت معبود پیامبر و کافران                            | مطلب اول: آیه ۲–۵ تفاوت معبود پیامبر و کافران                            | مطلب اول: آیه ۲–۵ تفاوت معبود پیامبر و کافران                            |  |  |  |  |  |  |                                                               |                                                               |                                                               |                                                               |                                                               |                                                               |  |  |  |  | مقدمه: آیه ۱ مأموریت پیامبر برای برائت از کافران | مقدمه: آیه ۱ مأموریت پیامبر برای برائت از کافران | مقدمه: آیه ۱ مأموریت پیامبر برای برائت از کافران | مقدمه: آیه ۱ مأموریت پیامبر برای برائت از کافران | مقدمه: آیه ۱ مأموریت پیامبر برای برائت از کافران | مقدمه: آیه ۱ مأموریت پیامبر برای برائت از کافران |  |  |  |  |  |  |  |  |  |  |  |  |  |  |  |  |  |  |  |  |  |  |  |  |  |  |  |  |  |  |  |  |  |  |  |  |  |  |  |  |
|  |  |  |  |  |  |  |  |  |  |  |  |                                                  |                                                  |                                                  |                                                  |                                                  |                                                  |                                                   |                                                   |                                                   |                                                   |                                                          |                                                          |                                                          |                                                          |                                                          |                                                          |  |  |  |  |  |  |  |  |                                                                          |                                                                          |                                                                          |                                                                          |                                                                          |                                                                          |  |  |  |  |  |  |                                                               |                                                               |                                                               |                                                               |                                                               |                                                               |  |  |  |  |                                                  |                                                  |                                                  |                                                  |                                                  |                                                  |  |  |  |  |  |  |  |  |  |  |  |  |  |  |  |  |  |  |  |  |  |  |  |  |  |  |  |  |  |  |  |  |  |  |  |  |  |  |  |  |
|  |  |  |  |  |  |  |  |  |  |  |  | نکته دوم: آیه ۶ پیامبر پیرو دین و شریعت الهی است | نکته دوم: آیه ۶ پیامبر پیرو دین و شریعت الهی است | نکته دوم: آیه ۶ پیامبر پیرو دین و شریعت الهی است | نکته دوم: آیه ۶ پیامبر پیرو دین و شریعت الهی است | نکته دوم: آیه ۶ پیامبر پیرو دین و شریعت الهی است | نکته دوم: آیه ۶ پیامبر پیرو دین و شریعت الهی است |                                                   |                                                   |                                                   |                                                   | نکته اول: آیه ۶ کافران، پیرو آیینی هستند که خود ساخته‌اند | نکته اول: آیه ۶ کافران، پیرو آیینی هستند که خود ساخته‌اند | نکته اول: آیه ۶ کافران، پیرو آیینی هستند که خود ساخته‌اند | نکته اول: آیه ۶ کافران، پیرو آیینی هستند که خود ساخته‌اند | نکته اول: آیه ۶ کافران، پیرو آیینی هستند که خود ساخته‌اند | نکته اول: آیه ۶ کافران، پیرو آیینی هستند که خود ساخته‌اند |  |  |  |  |  |  |  |  | نکته دوم: آیه ۴–۵ در گذشته نیز هیچ‌گاه معبود پیامبر و کافران یکی نبوده‌است | نکته دوم: آیه ۴–۵ در گذشته نیز هیچ‌گاه معبود پیامبر و کافران یکی نبوده‌است | نکته دوم: آیه ۴–۵ در گذشته نیز هیچ‌گاه معبود پیامبر و کافران یکی نبوده‌است | نکته دوم: آیه ۴–۵ در گذشته نیز هیچ‌گاه معبود پیامبر و کافران یکی نبوده‌است | نکته دوم: آیه ۴–۵ در گذشته نیز هیچ‌گاه معبود پیامبر و کافران یکی نبوده‌است | نکته دوم: آیه ۴–۵ در گذشته نیز هیچ‌گاه معبود پیامبر و کافران یکی نبوده‌است |  |  |  |  |  |  | نکته اول: آیه ۲–۳ هیچ‌گاه معبود پیامبر و کافران یکی نخواهد بود | نکته اول: آیه ۲–۳ هیچ‌گاه معبود پیامبر و کافران یکی نخواهد بود | نکته اول: آیه ۲–۳ هیچ‌گاه معبود پیامبر و کافران یکی نخواهد بود | نکته اول: آیه ۲–۳ هیچ‌گاه معبود پیامبر و کافران یکی نخواهد بود | نکته اول: آیه ۲–۳ هیچ‌گاه معبود پیامبر و کافران یکی نخواهد بود | نکته اول: آیه ۲–۳ هیچ‌گاه معبود پیامبر و کافران یکی نخواهد بود |  |  |  |  |                                                  |                                                  |                                                  |                                                  |                                                  |                                                  |  |  |  |  |  |  |  |  |  |  |  |  |  |  |  |  |  |  |  |  |  |  |  |  |  |  |  |  |  |  |  |  |  |  |  |  |  |  |  |  |

### اختلاف قرائت
بین قاریان هفتگانه در تلفظ «ولیَ دین» اختلاف نظر وجود دارد. ابن کثیر مالکی، نافع مدنی، حفص عن عاصم و تمام قراء اهل مدینه معتقدند که حرف «ی» در کلمه «ولیَ» مفتوح است ولی در قرائت ابوعمرو بن علاء بصری، کسایی کوفی و حمزه کوفی این کلمه ساکن تلفظ شده‌است. شیخ طوسی، مفسر شیعه، دلیلی که برای قائلان به مفتوح بودن حرف «ی» می‌آورد، خفیف بودن فتحه است ولی برای قائلان به سکون، به مبنای آنان (که از اعراب گذاری روی حروف عله کراهت دارند) استدلال می‌کند.

## تفسیر

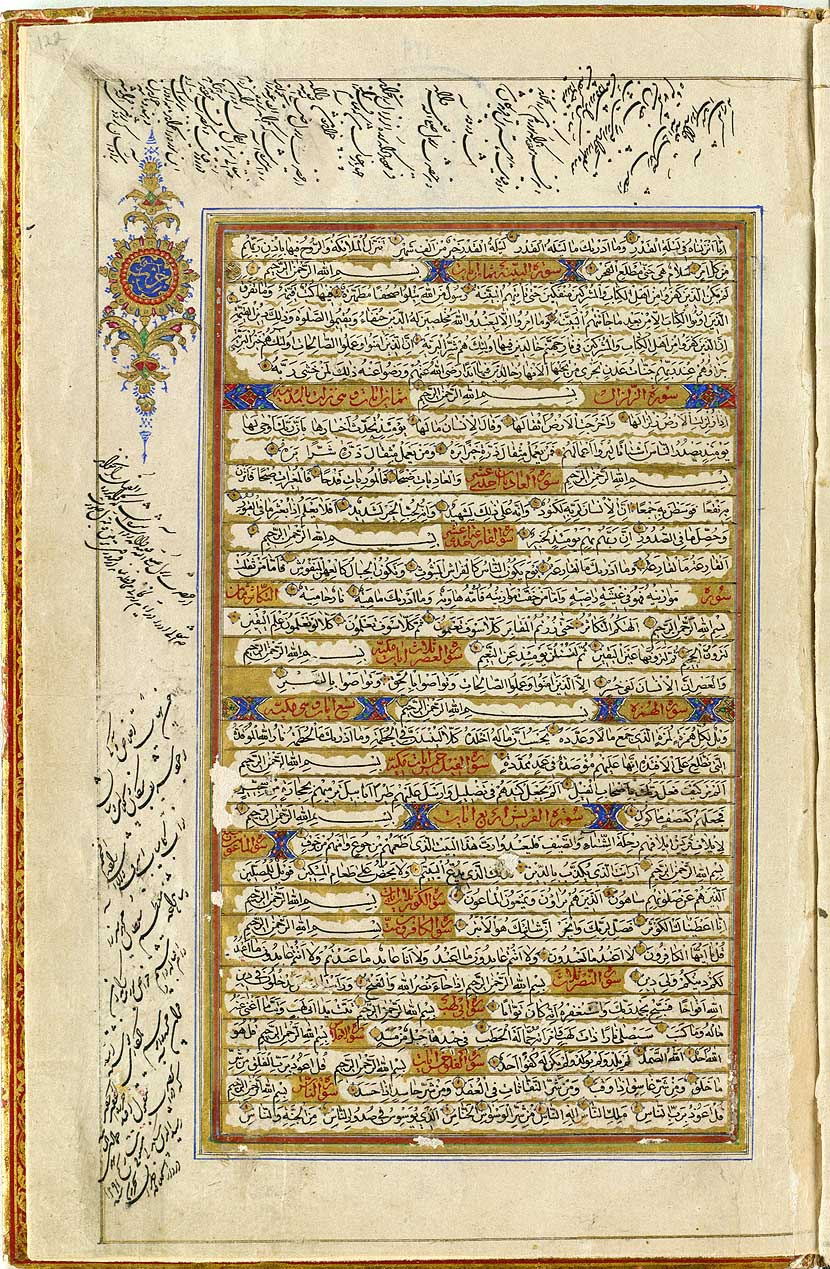
صفحه‌ای از قرآن (متعلق به سال ۱۲۵۳ خورشیدی) که در آن تعدادی از سوره‌ها از جمله سوره کافرون خطاطی شده‌اند.

### الکافرون
بر اساس آنچه تفاسیر شیعه و سنی گزارش کرده‌اند، کلمه «الکافرون» در آیه اول سوره، همه کافران را مورد خطاب قرار نداده‌است؛ بلکه به واسطه «ال عهد»، گروهی از قبیله قریش را مدنظر دارد.

### تکرار آیات
به گفته مفسران شیعه و سنی، در این سوره دو نوع تکرار وجود دارد: تکرار معنوی و تکرار لفظی. با این وجود فخررازی، مفسر سنی، در تفسیر خود، از احتمال عدم تکرار در این سوره یاد کرده‌است و این قول را به برخی از مفسران منتسب می‌کند.

#### تکرار معنوی
آیه چهارم سوره از جهت معنایی، تکرار آیه دوم محسوب می‌شود. مفسران مختلف احتمال‌هایی را برای این نوع تکرار مطرح کردند:
1. تکرار، برای تأکید و ناامید کردن کامل مشرکان و نفی آیین آن‌ها است.[۳۹][۴۰][۴۱][۴۲][۴۳][۴۴]
2. تکرار، به دلیل اختلاف زمان است؛ به این معنا که یکی برای زمان حال بکار رفته‌‌است و دیگری برای زمان آینده می‌باشد. بنابراین معنی یکی از این آیات می‌شود: «آنچه را که شما اکنون می‌پرستید من پرستش نمی‌کنم» و معنی آیه دیگر می‌شود «آنچه را که شما می‌پرستید من در آینده نمی‌پرستم».[۴۵][۴۶][۴۷][۴۸][۴۹]
3. به گفته مکارم شیرازی، مفسر شیعه، تکرار به دلیل اختلاف زمان است؛ بر این اساس در آیه دوم گفته شده «آنچه را که شما اکنون می‌پرستید من پرستش نمی‌کنم» ولی در آیه چهارم می‌گوید «من در گذشته نیز معبودهای شما را نمی‌پرستیدم تا چه رسد به امروز».[۵۰] به تعبیر ابوحیان اندلسی، مفسر اهل سنت، گویی محمد در این آیه می‌گوید: «من در زمان جاهلی بت‌ها را نمی‌پرستیدم، حال چگونه از من می‌خواهید که در زمان اسلام این کار را کنم؟».[۵۱]
4. به گفته محمدحسین طباطبایی و مکارم شیرازی، مفسران شیعه، آیه اول در بیان اختلاف معبودها است «هرگز معبودهای شما را نمی‌پرستم» و آیه دوم اختلاف در عبادت را بیان می‌کند. «هرگز مثل شما (با شرک و از روی تقلید) عبادت نمی‌کنم».[۵۲][۵۳]
5. به گفته محیی الدین الدرویش، مفسر اهل سنت، تکرار این آیات بخاطر تکرار درخواست بت‌پرستان است که گفتند: «تو خدای ما را پرستش کن، ما نیز خدای تو را پرستش می‌کنیم، سپس تو خدای ما را پرستش کن و ما خدای تو را پرستش می‌کنیم».[۵۴]
6. سید مرتضی، مفسر شیعه، وجه تکرار این آیات را از ابن قتیبه، مفسر سنی، چنین نقل می‌کند که قرآن یکجا نازل نشده بلکه نزول آن به تدریج بوده؛ بنابراین کافران ابتدا درخواستی داشتند، که در جواب آن آیات دوم و سوم نازل شد، حال آنان پس از مدتی دوباره درخواست خود را تکرار کردند، در نتیجه آیات چهارم و پنجم نیز نازل شد.[۵۵]

#### تکرار لفظی
در سوره کافرون، آیه پنجم، «وَلَا أَنْتُمْ عَابِدُونَ مَا أَعْبُدُ»، تکرار آیه سوم است. نظریاتی که برای علت تکرار این آیه مطرح شده، همانند تکرار معنوی به استثنای مورد می‌باشد.

### لَکُمْ دِینُکُمْ وَلِیَ دِینِ
به تصریح چندین آیه قرآن، اکراه و اجبار در دین، یا ممنوع یا غیرممکن شمرده شده‌است؛ بنابر دیدگاه دمن مک‌آولیف، این آیه اولین آیه‌ای می‌باشد که بر مدارا در دین و مذهب نازل شده‌است. در تفسیر این آیه، برداشت‌های گوناگونی وجود دارد. علامه طباطبائی، مفسر شیعه، این آیه را تأکید معنوی آیات قبل (مشترک نبودن دین محمد با بت‌پرستان) می‌داند. مرتضی مطهری، مفسر شیعه، از این آیه چنین برداشت کرده‌است که اسلام همزیستی با بت‌پرستان ندارد ولی با اهل کتاب یعنی یهود، نصاری و حتی زرتشتی‌ها یک نوع همزیستی خاصی را دارد. به گزارش تفاسیری چون تفسیر تبیان، نمونه و هدایت، گروهی از مفسرین در این آیه، قبلِ کلمهِ «دین»، کلمه «جزاء» را محذوف دانسته‌اند؛ با این وجود مفسرانی چون شیخ طوسی، مفسر شیعه، قائل به حذف نشدند و کلمه «دین» را در این آیه به معنای «پاداش و جزا» گرفته‌اند؛ که در این صورت ترجمه آیه چنین می‌شود: «جزای عمل و پرستش شما برای خودتان است و جزای عمل و پرستش من هم برای خودم». طبرسی، مفسر شیعه، این را نیز اضافه می‌کند که معنای آیه چنین باشد: «کفر شما به خدا برای خودتان باشد و اخلاص و توحید من به او برای خودم.» گرچه معنای ظاهری این تفسیر در اباحه دین بت‌پرستان است اما معنای واقعی آن تهدید و مبالغه در نهی بت‌پرستی است. فخر رازی، مفسر اهل سنت، این نظریه را نیز مطرح کرده که آیه معنای حصر را برساند یعنی «دین شما منحصر درخودتان هست نه غیر خودتان.» برخی از مفسران نظیر ابو حیان اندلسی، مفسر اهل سنت، نیز معتقدند که این آیه در اوج برائت محمد از بت‌پرستان است، چرا که می‌گوید «کفر شما برای خودتان باشد و توحید من نیز، برای خودم» مفسرین دانشنامه قرآن نیز معتقدند که از این آیه در کنار آیات ۱۱۳ و ۲۵۶ سوره بقره و ۵۶ و ۶۹ سوره حج چنین برداشت می‌شود که قضاوت انسان‌ها در امور بحث‌برانگیز مثل اعتقادات فقط بر عهده خداوند است نه شخص دیگری. در نتیجه هیچ گونه قضاوتی از جانب اشخاص در این زمینه‌ها مجاز نخواهد بود و برای رسیدن به اهداف سیاسی، نباید از خشونت، اکراه و اجبار استفاده کرد. آنان در بخشی از تفسیر آیه ۱۶۴ سوره انعام  به این آیه استناد کردند. زیرا زمانی که انسان در انتخاب عقیده خود آزاد باشد، عواقب این کار را نیز خودش باید متحمل شود نه کس دیگر.

## فضیلت سوره

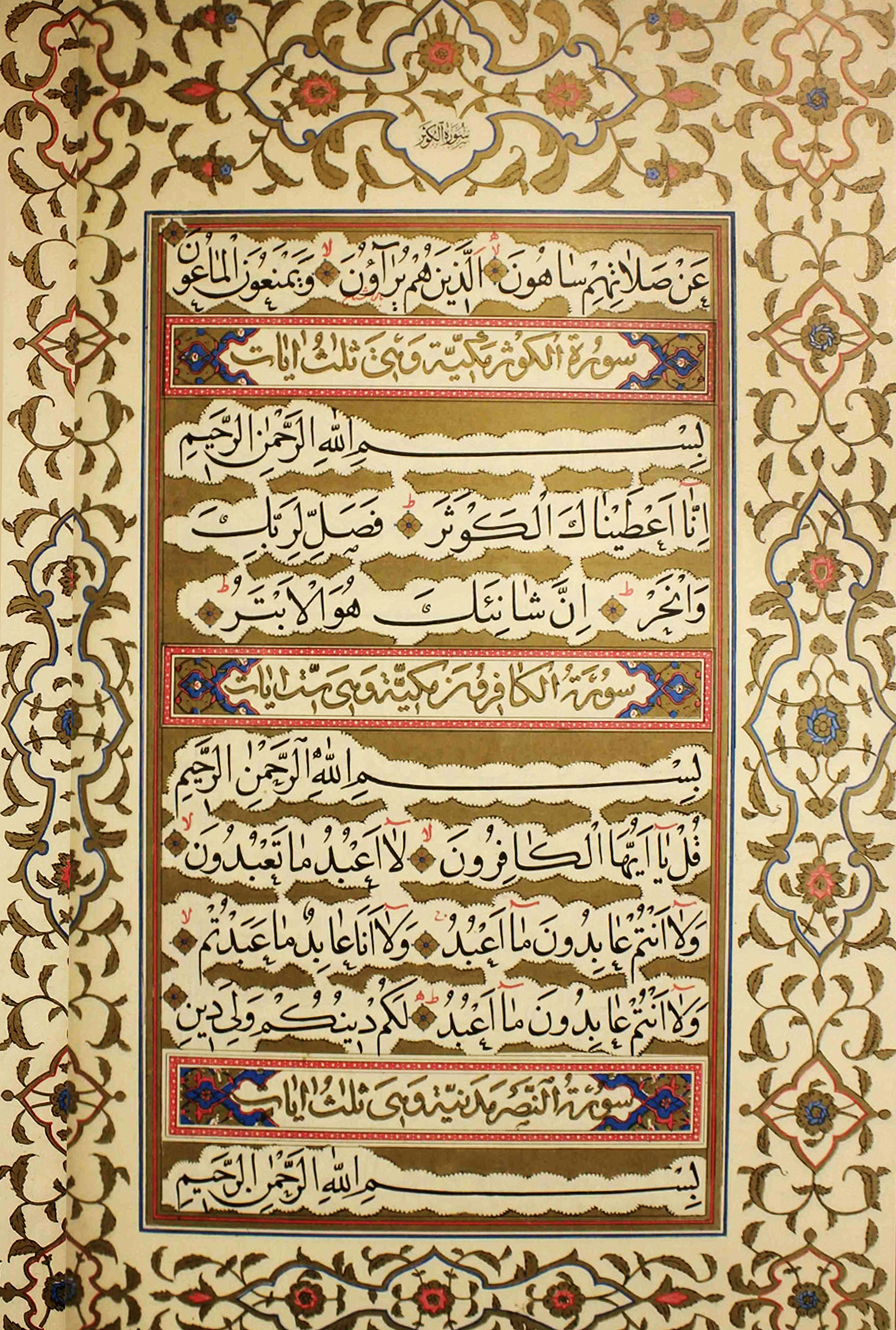
صفه‌ای از قرآن اثرِ میرزا احمد نیریزی؛ کتابت: ۱۱۱۷ ه‍. ق، اواخر دورهٔ صفوی؛ نگاه‌داری‌شده در کتابخانهٔ کاخ گلستان؛ معروف به قرآن آریامهری یا پهلوی

در منابع مختلف اسلامی (اعم از شیعه و سنی) برای این سوره فضیلت‌هایی ذکر شده‌است.